# Предимство на първия ход в шахмата
Предимството на първия ход в шахмата е присъщата изгода на играча (с белите фигури), който прави първия ход в шахматната партия. Шахматисти и теоретици като цяло са на мнение, че започването на играта от белите е свързано с въпросното предимство. Съставяната от 1851 г. насетне статистика подкрепя тази гледна точка; белите печелят малко по-често, отколкото черните, обикновено в между 52 и 56 на сто от случаите. Печелившият процент на белите е приблизително еднакъв за турнири между хора и турнири между компютри. Въпреки това, предимството на белите е по-незначително в блиц партии и игри между новаци.
Шахматисти и теоретици отдавна спорят как би завършила дадена партия в случай на перфектна игра и от двете страни – дали с победа за белите или с равенство. От около 1889 г., когато световният шампион Вилхелм Щайниц повдига този въпрос, преобладаващото мнение е, че идеално изиграната партия би трябвало да завърши реми. Въпреки това, някои от изтъкнатите играчи смятат, че предимството на белите с първия ход ще бъде достатъчно, за да спечелят играта: Уивър Адамс и Всеволод Раузер твърдят, че белите печелят след първи ход 1.е4, докато Ханс Берлинер твърди, че 1.д4 е печелившият ход на белите.
Със задълбочаването на шахматния анализ някои играчи, включително световни шампиони като Хосе Раул Капабланка, Емануеле Ласкер, и Боби Фишер, изразяват опасения за „вечно реми“. За да се избегне тази опасност и Капабланка, и Фишър предлагат шахматни вариации, за да поднови интереса към играта. Ласкер предлага да се променят точковите правила при реми и пат.
От 1988 г. насам шахматните теоретици оспорват вече установените мнения за предимството на белите. Гросмайстор (ГМ) Андраш Адорян пише поредица книги върху темата, че „Черните са ОК!“, като твърди, че общото виждане за предимството на белите основава повече на психологията, отколкото на реалността. Гросмайстор Михай Суба и други застъпват мнението, че понякога инициативата на белите се губи без видима причина, тъй като играта прогресира. Преобладаващият стил на игра на черните днес е търсенето на динамични, небалансирани позиции с активна контраигра, а не просто опит да се изравни ситуацията.
Модерните автори също смятат, че черните притежават определени предимства на контраигра. Консенсусът, че белите трябва да играят за победа, може да се окаже психологическо бреме за играча с белите, който понякога губи, опитвайки да спечели на всяка цена. Някои симетрични дебюти (онези, при които играчите извършват еднакви ходове) могат да доведат до ситуации, в които да местиш пръв е вредно, независимо дали пореди психологически или обективни причини.